# Campionati del mondo di ciclismo su pista 2016 - Keirin maschile
La gara di keirin maschile ai campionati del mondo di ciclismo su pista si è svolta il 6 marzo 2016.

## Podio
| Pos.    | Atleta            | Nazionalità   |
| ------- | ----------------- | ------------- |
| Oro     | Joachim Eilers    | Germania      |
| Argento | Eddie Dawkins     | Nuova Zelanda |
| Bronzo  | Azizulhasni Awang | Malaysia      |

## Risultati

### Primo turno
Si qualificano per il secondo turno i primi 2 di ogni batteria, gli altri vanno ai ripescaggi.

#### Batteria 1
| Posizione | Atleta          | Nazione       | Gap    | Note |
| --------- | --------------- | ------------- | ------ | ---- |
| 1         | Sam Webster     | Nuova Zelanda |        | Q    |
| 2         | Im Chae-bin     | Corea del Sud | +0.062 | Q    |
| 3         | Adam Ptáčník    | Rep. Ceca     | +0.063 |      |
| 4         | Nikita Shurshin | Russia        | +0.115 |      |
| 5         | Hersony Canelón | Venezuela     | +0.344 |      |
| 6         | François Pervis | Francia       | +1.745 |      |

#### Batteria 2
| Posizione | Atleta         | Nazione       | Gap    | Note |
| --------- | -------------- | ------------- | ------ | ---- |
| 1         | Yuta Wakimoto  | Giappone      |        | Q    |
| 2         | Eddie Dawkins  | Nuova Zelanda | +0.311 | Q    |
| 3         | Hugo Barrette  | Canada        | +0.378 |      |
| 4         | Jacob Schmid   | Australia     | +0.383 |      |
| 5         | Francesco Ceci | Italia        | +0.565 |      |
| 6         | Xu Chao        | Cina          | +2.061 |      |

#### Batteria 3
| Posizione | Atleta            | Nazione       | Gap    | Note |
| --------- | ----------------- | ------------- | ------ | ---- |
| 1         | Maximilian Levy   | Germania      |        | Q    |
| 2         | Jason Kenny       | Gran Bretagna | +0.109 | Q    |
| 3         | Azizulhasni Awang | Malaysia      | +0.310 |      |
| 4         | Rafał Sarnecki    | Polonia       | +0.312 |      |
| 5         | Matthijs Büchli   | Paesi Bassi   | DNF    |      |
| 6         | Matthew Baranoski | Stati Uniti   | DNF    |      |

#### Batteria 4
| Posizione | Atleta            | Nazione     | Gap    | Note |
| --------- | ----------------- | ----------- | ------ | ---- |
| 1         | Joachim Eilers    | Germania    |        | Q    |
| 2         | Sergiy Omelchenko | Azerbaigian | +0.252 | Q    |
| 3         | Fabián Puerta     | Colombia    | +0.297 |      |
| 4         | Pavel Kelemen     | Rep. Ceca   | +0.524 |      |
| 5         | Matthew Glaetzer  | Australia   | +0.534 |      |
| 6         | Andriy Vynokurov  | Ucraina     | +0.833 |      |
| 7         | Michaël D'Almeida | Francia     | +1.220 |      |

### Ripescaggi primo turno
I vincitori di ogni batteria si qualificano al secondo turno

#### Batteria 1
| Posizione | Atleta          | Nazione     | Gap    | Note |
| --------- | --------------- | ----------- | ------ | ---- |
| 1         | Pavel Kelemen   | Rep. Ceca   |        | Q    |
| 2         | Xu Chao         | Cina        | +0.068 |      |
| 3         | Matthijs Büchli | Paesi Bassi | DNF    |      |
|           | Adam Ptáčník    | Rep. Ceca   | DSQ    |      |

#### Batteria 2
| Posizione | Atleta          | Nazione | Gap    | Note |
| --------- | --------------- | ------- | ------ | ---- |
| 1         | François Pervis | Francia |        | Q    |
| 2         | Francesco Ceci  | Italia  | +0.076 |      |
| 3         | Rafał Sarnecki  | Polonia | +0.197 |      |
| 4         | Hugo Barrette   | Canada  | +0.424 |      |

#### Batteria 3
| Posizione | Atleta            | Nazione   | Gap    | Note |
| --------- | ----------------- | --------- | ------ | ---- |
| 1         | Azizulhasni Awang | Malaysia  |        | Q    |
| 2         | Andriy Vynokurov  | Ucraina   | +0.073 |      |
| 3         | Jacob Schmid      | Australia | +0.389 |      |
| 4         | Hersony Canelón   | Venezuela | +0.591 |      |

#### Batteria 4
| Posizione | Atleta            | Nazione     | Gap    | Note |
| --------- | ----------------- | ----------- | ------ | ---- |
| 1         | Nikita Shurshin   | Russia      |        | Q    |
| 2         | Matthew Glaetzer  | Australia   | +0.072 |      |
| 3         | Fabián Puerta     | Colombia    | +0.104 |      |
| 4         | Michaël D'Almeida | Francia     | +0.193 |      |
| 5         | Matthew Baranoski | Stati Uniti | +0.924 |      |

### Secondo turno
Si qualificano per la finale i primi tre atleti di ogni batteria, gli altri si qualificano per la finale di consolazione.

#### Batteria 1
| Posizione | Atleta          | Nazione       | Gap    | Note |
| --------- | --------------- | ------------- | ------ | ---- |
| 1         | Joachim Eilers  | Germania      |        | Q    |
| 2         | Eddie Dawkins   | Nuova Zelanda | +0.007 | Q    |
| 3         | Jason Kenny     | Gran Bretagna | +0.060 | Q    |
| 4         | Nikita Shurshin | Russia        | +0.163 |      |
| 5         | Pavel Kelemen   | Rep. Ceca     | +0.415 |      |
| 6         | Sam Webster     | Nuova Zelanda | +1.180 |      |

#### Batteria 2
| Posizione | Atleta            | Nazione       | Gap    | Note |
| --------- | ----------------- | ------------- | ------ | ---- |
| 1         | Maximilian Levy   | Germania      |        | Q    |
| 2         | Azizulhasni Awang | Malaysia      | +0.162 | Q    |
| 3         | Yuta Wakimoto     | Giappone      | +0.197 | Q    |
| 4         | François Pervis   | Francia       | +0.306 |      |
| 5         | Sergiy Omelchenko | Azerbaigian   | +0.306 |      |
| 6         | Im Chae-bin       | Corea del Sud | +0.306 |      |

### Finali

#### Finale di consolazione
| Posizione | Atleta            | Nazione       | Gap    | Note |
| --------- | ----------------- | ------------- | ------ | ---- |
| 7         | Sergiy Omelchenko | Azerbaigian   |        |      |
| 8         | Nikita Shurshin   | Russia        | +0.010 |      |
| 9         | Im Chae-bin       | Corea del Sud | +0.090 |      |
| 10        | Sam Webster       | Nuova Zelanda | +0.136 |      |
| 11        | Pavel Kelemen     | Rep. Ceca     | +0.237 |      |
| 12        | François Pervis   | Francia       | +2.983 |      |

#### Finale
| Posizione | Atleta            | Nazione       | Gap    | Note |
| --------- | ----------------- | ------------- | ------ | ---- |
| 1         | Joachim Eilers    | Germania      |        |      |
| 2         | Eddie Dawkins     | Nuova Zelanda | +0.002 |      |
| 3         | Azizulhasni Awang | Malaysia      | +0.068 |      |
| 4         | Maximilian Levy   | Germania      | +0.266 |      |
| 5         | Yuta Wakimoto     | Giappone      | +0.565 |      |
| 6         | Jason Kenny       | Gran Bretagna | +2.750 |      |